# Demian Maia
Demian Maia Baptista (ur. 6 listopada 1977) − brazylijski grappler i zawodnik mieszanych sztuk walki. Kilkukrotny mistrz świata w brazylijskim jiu-jitsu oraz mistrz świata w submission fightingu.

## Życiorys i przeszłość sportowa
Urodzony w São Paulo, w Brazylii, Maia trenował Judo jako dziecko. Zaczął w wieku czterech lat i trenował do szóstego roku życia. Kiedy stał się nastolatkiem, rozpoczął również naukę Kung Fu i Karate. W wieku dziewiętnastu lat, Maia został wprowadzony do Brazylijskiego Jiu-Jitsu przez swojego kuzyna. Po czterech latach i siedmiu miesiącach Demian otrzymał swój czarny pas. Demian Maia ukończył studia i uzyskał dyplom z dziennikarstwa.  becnie posiada czarny pas piątego stopnia w brazylijskim Jiu-Jitsu i wygrał kilka dużych turniejów w barwach Team Brasa. Maia wcześniej przypisywał trzygodzinną prywatną lekcję, którą odbył z Ricksonem Gracie jako jeden z momentów, który miał największy wpływ na jego podejście do Jiu-Jitsu i całkowicie je zmienił.
Zwyciężył w kategorii wagowej 77-87 kg na Mistrzostwach Świata ADCC Submission Wrestling 2007, pokonując Yushina Okamiego, Rafaela Lovato i Tarsisa Humphresa, a w finale odprawiając Flavio Almeidę. Wygrał również Super Challenge 2007 w wadze do 83 kg, pokonując Vitelmo Kubisa Bandeirę przez tylne nagie duszenie i Gustavo Machado przez decyzję sędziów, a następnie pokonał Fabio Negao przez duszenie gilotynowe w finale. Po zdobyciu mistrzostwa ADCC w 2007 roku, Maia wydał serię instruktażowych płyt DVD zatytułowanych The Science of Jiu-Jitsu I & II we współpracy z firmą World Martial Arts.
Grapplerska sprawność Mai jest tak wysoko ceniona wśród zawodników MMA, że notowany zawodnik wagi ciężkiej i czarny pas BJJ  Frank Mir zatrudnił go jako swojego głównego trenera jiu-jitsu przed walką o tytuł UFC 100 z Brockiem Lesnarem. Mir kredytuje Maia z wniesieniem umiejętności Mir w jiu-jitsu na inny poziom, mówiąc "Myślałem, że jestem w tym faktycznie dobry, dopóki nie zacząłem się z nim toczyć."
Maia ma na swoim koncie również porażki z czołowymi zawodnikami wagi średniej UFC i wielokrotnym mistrzem Mundialu Ronaldo "Jacaré" Souzą, a także z byłym pretendentem do tytułu mistrzowskiego w wadze ciężkiej UFC  Mistrz Mundialu Gabriel Gonzaga dwukrotnie w konkurencji grappling.

## Kariera MMA
W zawodowym MMA zadebiutował w 2001 roku, jednak regularnie startuje w tej dyscyplinie dopiero od 2006 roku. Zwycięstwa w 6 walkach z rzędu zaowocowały podpisaniem w 2007 roku kontraktu z Ultimate Fighting Championship, największą organizacją MMA na świecie.
Pierwszą walkę stoczył podczas UFC 77, poddając rywala przez duszenie. W ten sam sposób wygrał 4 kolejne walki, co sprawiło, że był wymieniany wśród potencjalnych pretendentów do mistrzostwa UFC w wadze średniej (84 kg).
W sierpniu 2009 roku doznał jednak pierwszej porażki w karierze, gdy podczas UFC 102 został znokautowany w 21 sekund przez Nate'a Marquardta pojedynczym prawym prostym.
Mimo porażki z Marquardtem pół roku później władze organizacji wyznaczyły Maię do walki o tytuł z mistrzem Andersonem Silvą. Do pojedynku doszło 10 kwietnia 2010 roku w Abu Zabi (UFC 112). Wbrew oczekiwaniom Maia nie był w stanie wykorzystać swojego największego atutu, czyli technik parterowych. Silva zdominował dwie pierwsze rundy w stójce, a następnie unikał angażowania się w walkę w trzech kolejnych, ostatecznie wygrywając przez jednogłośną decyzję sędziów.
Na gali UFC 136 która odbyła się 9 listopada 2011 roku pokonał przez decyzję sędziowską Jorge'a Santiago.
7 lipca 2012 roku na UFC 148 pokonał przez techniczny nokaut Koreańczyka Dong Hyun Kima poprzez rzut na ziemię co skutkowało złamaniem żeber przez Koreańczyka. Był to również debiut Brazylijczyka w kategorii półśredniej (-77 kg).
Po przegranej z Rorym MacDonaldem w lutym 2014 (UFC 170), zanotował serię sześciu zwycięstw z rzędu, pokonując w tym czasie takich zawodników jak Gunnar Nelson, Matt Brown czy były mistrz WEC Carlos Condit, stając się równocześnie jednym z głównych pretendentów do walki o pas.
29 lipca 2017 na UFC 214 przegrał jednogłośnie na punkty z Tyronem Woodleyem w pojedynku o mistrzostwo UFC wagi półśredniej.
Maia zmierzył się z Colbym Covingtonem 28 października 2017 roku na gali UFC Fight Night 119. Walkę przegrał przez jednogłośną decyzję.
Demian został zestawiony jako zastępstwo za kontuzję (wypełniając zastępstwo za Santiago Ponzinibbio) i zmierzył się z Kamaru Usmanem 19 maja 2018 roku na gali UFC Fight Night 129. Walkę przegrał przez jednogłośną decyzję.
Demian zmierzył się z Lymanem Goodem 2 lutego 2019 roku na gali UFC Fight Night 144. Wygrał walkę przez poddanie w stójce w pierwszej rundzie, stając się pierwszą osobą, która skończyła Gooda w jego karierze MMA.
Maia zmierzył się z Anthonym Rocco Martinem 29 czerwca 2019 roku na gali UFC on ESPN: Ngannou vs. dos Santos. Walkę wygrał przez większościową decyzję.
Maia zmierzył się z Benem Askrenem 26 października 2019 roku na gali UFC on ESPN+ 20. Wygrał sprawę przez poddanie w trzeciej rundzie. Walka ta przyniosła mu bonus za walkę wieczoru.
Demian zmierzył się z Gilbertem Burnsem 14 marca 2020 roku na gali UFC Fight Night 170. Walkę przegrał przez techniczny nokaut w pierwszej rundzie.
Maia zmierzył się z Belalem Muhammadem 12 czerwca 2021 roku na UFC 263. Przegrał walkę przez jednogłośną decyzję.

## Styl walki
Styl walki Maia jest zbudowany wokół jego wyjątkowych umiejętności, gdzie był w stanie zdominować swoich przeciwników. Maia wielokrotnie był nazywany najlepszym parterowcem w UFC. Używa podwójnych i pojedynczych podciągnięć, jak również potknięć, aby przejść do pozycji dominującej aby poddać rywala. W parterze Maia preferuje tylne dosiady, gdzie szuka duszenia zza pleców. W dolnej pozycji Demian używa niemal wyłącznie pojedynczych nóg do zamiatania i był w stanie wielokrotnie zamachnąć Gunnara Nelsona swoją pojedynczą nogą. Jest też na tyle pewny w swoim uderzeniu, że potrafi zbliżyć się na dystans i inicjować obalenia. Do tej pory Maia nigdy nie został poddany w walce MMA.

## Życie prywatne
Matka Mai jest z pochodzenia Rosjanką. Demian ma żonę Renatę, która pracuje dla brazylijskiego magazynu. Maia wymienił UFC Hall of Famer Royce Gracie jako swoją inspirację do rozpoczęcia kariery w MMA, ale jako swojego głównego bohatera wymienia brata Royce'a – Ricksona Gracie. Posługuje się językiem portugalskim, hiszpańskim i angielskim.
W 2020 roku Maia otworzył nową akademię w São Paulo, w której znajduje się również muzeum jiu-jitsu.

## Osiągnięcia

### Mieszane sztuki walki
- 2006 Super Challange 1 − 1. miejsce
- Przełomowy zawodnik roku 2008 (World MMA Awards)
- Zremisował (z Thalesem Leitesem, Rousimarem Palharesem i Antônio Carlosem Júniorem) pod względem największej liczby zwycięstw przez poddanie w historii wagi średniej UFC (pięć)

### Submission fighting
- 2007 Mistrzostwa Świata ADCC – 1. miejsce w kat. 88 kg
- 2005 Mistrzostwa Świata ADCC – 2. miejsce w kat. 88 kg

### Brazylijskie jiu-jitsu
- 2006 Mistrzostwa Panamerykańskie CBJJ − 1. miejsce w wadze półciężkiej (88,3 kg)
- 2006 Mistrzostwa Brazylii CBJJ − 2. miejsce w klasie absolutnej i 3. miejsce w wadze półciężkiej
- 2005 Mistrzostwa Świata CBJJO − 1. miejsce w wadze półciężkiej
- 2003 Mistrzostwa Świata CBJJO − 1. miejsce w klasie absolutnej i 3. miejsce w wadze półciężkiej
- 2002 Mistrzostwa Świata CBJJO − 2. miejsce w klasie absolutnej i 1. miejsce w wadze półciężkiej